# Simeon Kambo Shixungileni
Simeon Linekela Kambo Shixungileni (nacido en la aldea de Okandiva en Edundja en 1934 - fallecido en 2014 en Oshakati), fue un guerrillero, oficial del ejército y político  namibio. Era el segundo comandante a cargo de las fuerzas del «Ejército Popular de Liberación de Namibia» (PLAN) en Omugulugwombashe cuando comenzó la lucha armada por la independencia el 26 de agosto de 1966 y fue encarcelado en Robben Island. Es un Héroe Nacional de Namibia por sus contribuciones a la independencia del país.

## Batalla en Omugulugwombashe
En 1966 la  Asamblea General de la ONU revocó el mandato de Sudáfrica para gobernar el territorio del  suroeste de África y lo puso bajo la administración directa de la ONU. Sudáfrica se negó a reconocer esta resolución. El grupo bajo el mando de Nankudhu acababa de empezar a construir estructuras defensivas y planeaba entrenar a unos 90 soldados en Omugulugwombashe.
El 26 de agosto de 1966, ocho helicópteros de la Fuerzas de Defensa de Sudáfrica atacaron a los guerrilleros de PLAN, de los cuales sólo 17 estaban en el campamento en el momento del ataque. Fue la primera batalla armada de la  Guerra de Independencia de Namibia. En conmemoración de este día, el 26 de agosto es un día festivo en Namibia. Es reconocido por la ONU como el «Día de Namibia» pero los namibios se refieren a él como el  Día de los Héroes.
Shixungileni fue arrestado, acusado y sentenciado a muerte bajo la Ley de Terrorismo. A raíz de la presión internacional, la sentencia se convirtió en prisión de por vida en Robben Island.